# Héra Mirtel
Héra Mirtel, née Marie Louise Victoire Grouès (1868-1931), est une femme de lettres et une militante féministe française, célèbre pour l'assassinat de son mari, Georges Bassarabo, dont le cadavre avait été expédié dans une "malle sanglante" de Paris à Nancy, par chemin de fer. 
Publiée, entre autres pseudonymes sous les noms de plume d'Héra Mirtel, Juliette de Boulogne ou Lotus, son œuvre comprend romans, poèmes, pièces dramatiques et de nombreux articles. Écrivain, salonnière, chroniqueuse et conférencière, fondatrice du journal L'Entente, secrétaire de rédaction de La Renaissance contemporaine, elle prônait un féminisme matriarcal s'inspirant des thèses de Johann Jakob Bachofen. 
Héra Mirtel, détenue à la maison centrale de Rennes depuis 1922, meurt neuf ans plus tard à l'Hôtel Dieu de la même ville. Brillamment défendue par son avocat Me Moro-Giafferi, elle avait été condamnée à vingt ans de réclusion pour l'assassinat de son second époux. Elle était aussi soupçonnée d'avoir assassiné son premier mari.

## Biographie
Née à Lyon le 24 octobre 1868, Louise Grouès est la tante du futur Abbé Pierre, étant la sœur de son père, Antoine Grouès. Elle se marie une première fois en 1897 à Saltillo (Mexique) avec Pierre Paul Antoine Jacques, négociant rentier natif de la vallée de l'Ubaye, enrichi au Mexique, et avec qui elle a deux filles, Paule (1898) et Louise (1900). Veuve, elle épouse alors en 1915 à Mexico Ismaël Jacob Providence Weissmann, commissionnaire né en Roumanie, qui se faisait appeler Georges Bassarabo, et qu'elle sera reconnue coupable d'avoir assassiné square La Bruyère, à Paris, le 31 juillet 1920. Cet assassinat fera réexaminer l'affaire du "suicide" de son premier mari, mais Héra Mirtel ne sera accusée que du meurtre de son deuxième mari. 

### L'affaire Bassarabo
Le 4 août 1920, on découvre dans une malle, dans la gare de Nancy, le cadavre de Georges Bassarabo, tué d'un coup de revolver, expédié en train depuis la gare de l'Est. Le 21 juin 1922, Madame Bassarabo, défendue par Maître Vincent de Moro Giafferi, sera condamnée par les assises de la Seine à vingt ans de travaux forcés, tout en bénéficiant des circonstances atténuantes. Lors de l'instruction, des soupçons ont pesé sur la mort de son premier mari, qui craignait que sa femme ne l'empoisonnât, et qui s'était suicidé d'un coup de revolver en mars 1914. Mais l'enquête confirmera le suicide. Sa fille Paule, présente sur les lieux du crime et jugée pour complicité, sera acquittée mais elle reconnaîtra en 1929 avoir menti et demandera la révision du procès. Madame Bassarabo, incarcérée dans la maison centrale de Rennes, sur le point d'obtenir une libération conditionnelle, mourra le 21 mars 1931. Elle est inhumée auprès de son premier mari, à Saint-Paul-sur-Ubaye, dans les Alpes de Haute-Provence. 
De nombreux quotidiens ont suivi le procès, riche en coups de théâtre : Le Petit Parisien (17 numéros),, Le Temps (12 janvier 1922), Le Matin (22 juin 1922), Le Figaro (29 avril 1921), Le petit journal illustré (18 juin 1922), L'Ouest-Éclair 9 juin 1922) et Le Gaulois (29 avril 1921). Arthur Bernède relatera le procès dans L'affaire Bessarabo (Tallandier, 1931).

## Œuvres
- Étude sur le féminisme dans l'antiquité : série d'articles de Cleyre Yvelin parus dans "Le Petit Var" de Toulon (1905-1906)  ; préface de Madame Héra Mirtel Lire en ligne sur Gallica
- Loupita : mœurs mexicaines (E. Sansot, 1907) Lire en ligne. Réédité avec d'autres textes, essais, poèmes, articles, dans L'Illusion mexicaine (Gap, Éditions les Autanes, 2015).
- Fleurs d'ombre, suivies de : Fleurs d'aube, Fleurs de lumière. (Paris, E. Sansot, 1910)[6]
- Renée Vivien (Imprimerie de la Vie moderne, 1910)
- Leur proie : histoire contemporaine dédiée à toutes celles qui furent leur proie (La Renaissance contemporaine, 1912)
- Lamartine et la poésie contemporaine (SI, 1913)  Extrait de "la Renaissance contemporaine" 24 septembre 1913 Lire en ligne
- Une doctoresse aux Alpes (Gap, Éditions les Autanes, 2015)
- Complaintes de guerre ( Mexico, Imprenta Victoria,1916)
- De la Patrie à la matrie,ou du bagne à l'Éden (Paris, Éditions de la Matrie, 1920)
- Chroniqueuse pour Le Sillon de Bordeaux, revue exclusivement rédigée par des femmes
- Chroniqueuse pour Le Soleil, quotidien
- Chroniqueuse pour La Renaissance Contemporaine, revue littéraire
- Chroniqueuse pour Le Divan[7]

### Héra Mirtel féministe
- Création du journal L'Entente avec Jeanne Oddo-Deflou, en avril 1905[8]
- Vice-présidente de l'Union fraternelle des femmes, depuis 1905.
- Membre du Groupe français d'études féministes
- Membre d'un Comité pour un projet de réforme du mariage présenté au Parlement[9]

## Postérité
- Prix Héra Mirtel (Éditions Les Autanes)
- Luce Van Torre  Tout le ciel bleu - Tout le ciel noir Biographie de Louise Grouès/Héra Mirtel (Les Autanes, 2014)
- Gabriel Reuillard Les Femmes fatales. La Belle Lison. Casque d'or. Mme Steinheil. Mme Arnaud. Mme Bessarabo. Marie Bourette. Madeleine Delvigne. Jeanne Weiler. La Merelli. Jeanne Dallemagne. Mme Mestorino, etc. (Impr. E. Ramlot et Cie, 1931)
- Francis Carco Prisons de femmes (Paris, Les Éditions de France, 1931)
- Michel Leroy Le Procès de Madame Bassarabo - La ténébreuse affaire de "l'Amazone rouge" (Paris, Editions L'Harmattan, 2018)[10]

## Documentaires télévisés
- « L'affaire Meyer » le 19 décembre 1959 dans En votre âme et conscience sur RTF Télévision. Dans lequel Héra Mirtel (dont le nom a été modifié en Marie-Luce Meyer) est incarnée par Maria Meriko.
- « L'affaire Bassarabo» , réalisé par Patrick Schmitt et Pauline Verdu, Pallas Télévision, dans la série "Des crimes presque parfaits", pour la chaîne Planète+ (Crimes et Investigations). Diffusion en octobre et novembre 2018 [11]